# Томелен, Жак
Жак Томелен, также Жак-Дени Томелен, Александр-Жак-Дени Томелен (фр. Jacques Thomelin, Jacques-Denis Thomelin, Alexandre-Jacques-Denis Thomelin, около 1635, Париж — 28 октября 1693, Париж) — французский композитор и органист.
Жак Томелен родился в Париже. Его отец, также по имени Жак, был главным писателем в Париже, парижским буржуа, но, вероятно, родом из Бри, как и семья Куперен. До 1650 года он жил в приходе Сен-Жермен-л’Осеруа, а затем переехал на улицу Пост-де-Жанейро в приходе Сент-Этьен-дю-Мон. Женат на Мари Балестел, у них быо четверо детей; второй был назван Жак-Дени и стал органистом. Его старшим братом был Гийом; двое других были Мартин и Мари.
Жак-Дени женился 10 ноября 1653 г. на дочери парижского ювелира Элен Думелен, которая принесла ему 2400 ливров приданого. В 1655 году он поселился со своей женой на улице Фуарр в приходе Сен-Жермен-де-Пре. После 1669 года он переехал на улицу Веррери.
8 ноября 1684 года Томелен, как исполнитель завещания Пьера Мелитона, органиста церкви св. Иоанна, подписал документ о принятии композиции после смерти своего покойного коллеги (и, вероятно, друга).
Жак-Дени Томелин умер 28 октября 1693 года, через четыре дня после написания своего завещания, и был похоронен в церкви Сен-Жак-ла-Бушери. Его инвентаризация после смерти известна: в дополнение к 3000 ливров наличными он оставил музыкальные рукописи, которые были пожертвованы его вдове (последняя переехала на улицу Прувер со своей старшей дочерью).

## Произведения
Для органа:
- Œuvres de Jacques Thomelin, éd. Nicolas Gorenstein. Paris : Chanvrelin, 2006 (CHAN 059), 22 p.
- Багато органних творів зберігаються в рукописному вигляді Bruxelles BR : MS III 926. Éditées par Léon Kerremans dans le supplément de L’organiste, 1966 (Bas-Oha : Union Wallonne des Organistes, 1966)

Для клавесина:
- Allemande de Mr Thomelin. Manuscrit, Berkeley UL : Hargrove Music Library MS 1365 (Borel manuscript). Voir Moroney 2005.
- Allemande de M. Thomelin. Manuscrit, début du XVIIIe siècle, 4 p. Paris BNF (Mus.) : VM7-1817 (BIS) (другая, чем предыдущая).